# Nigga Please
Nigga Please (stylizowany zapis N☆☆★A PLeASe) – drugi album studyjny amerykańskiego rapera Ol’ Dirty Bastarda, członka Wu-Tang Clanu. Album ukazał się w sprzedaży 14 września 1999 roku nakładem Elektra Records.
Przy produkcji albumu udział brali m.in. RZA i The Neptunes. Płyta osiągnęła drugie miejsce na liście 10 najlepszych albumów R&B/Hip Hop notowania Billboardu.

## Lista utworów
1. „Recognize” (gośc. Chris Rock) (produkcja: The Neptunes)
2. „I Can’t Wait” (produkcja: Irv Gotti)
3. „Cold Blooded” (cover utworu Ricka Jamesa) (produkcja: The Neptunes)
4. „Got Your Money” (gośc. Kelis) (produkcja: The Neptunes)
5. „Rollin’ Wit You” (produkcja: Irv Gotti)
6. „Gettin’ High” (gośc. 12 O'Clock, La the Darkman, Shorty Shit Stain) (produkcja: Buddha Monk)
7. „You Don’t Want to Fuck With Me” (produkcja: The Neptunes)
8. „Nigga Please” (produkcja: RZA)
9. „Dirt Dog” (produkcja: Buddha Monk)
10. „I Want Pussy” (produkcja: RZA)
11. „Good Morning Heartache” (gośc. Lil' Mo) (produkcja: Flavahood)
12. „All in Together Now” (produkcja: True Master)
13. „Cracker Jack” (produkcja: RZA)